# معبد هيرا

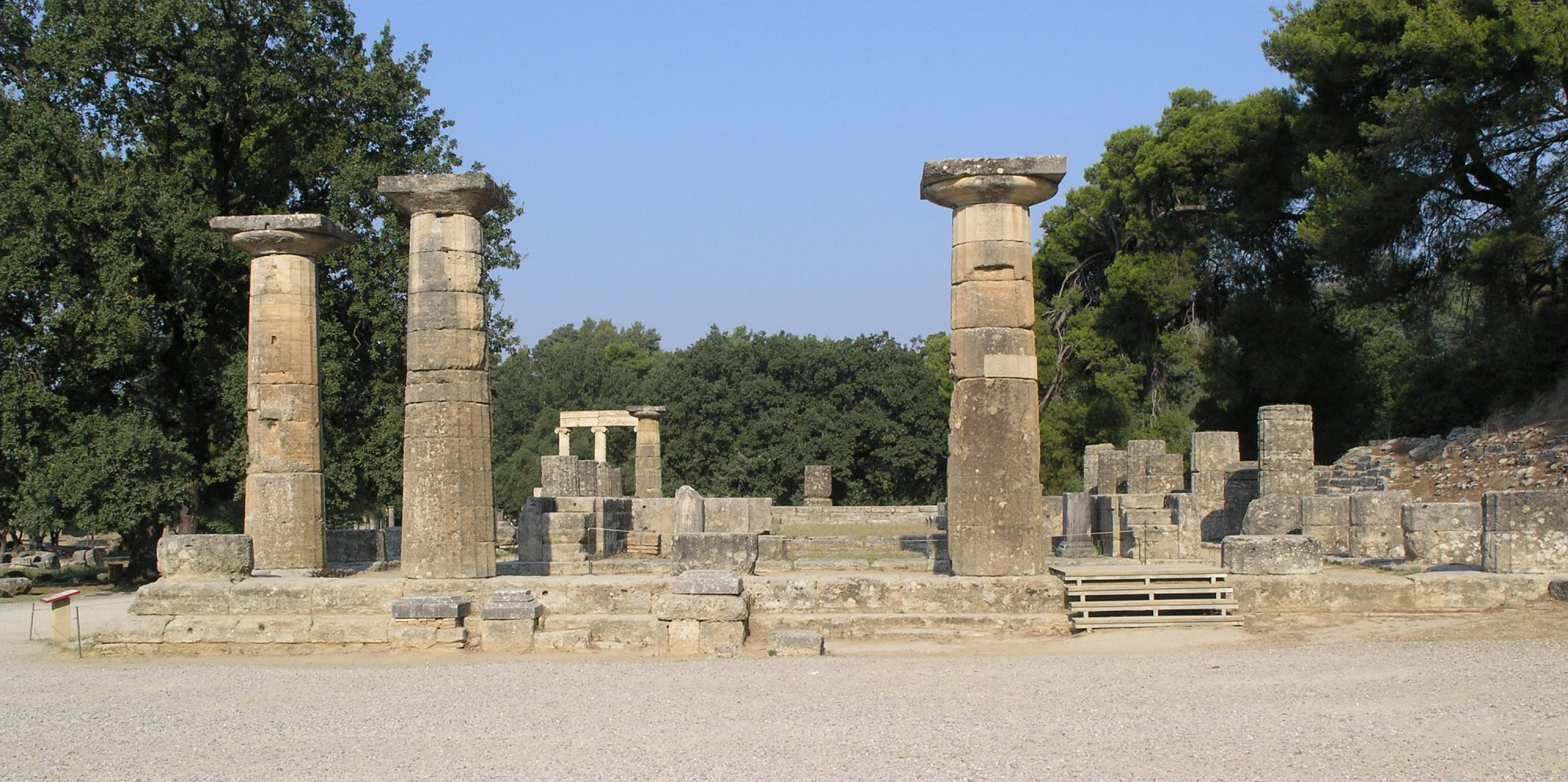
أطلال معبد هيرا.

معبد هيرا أو هيرايون (بالإنجليزية: Temple of Hera)‏ معبد إغريقي قديم في أوليمبيا باليونان، مكرس لهيرا، ملكة الآلهة الإغريقية. بُني المعبد في سنة 590 ق.م. تقريبًا، ولكنه دُمر بزلزال في القرن الرابع الميلادي.
احتفظ المعبد بأغراض مهمة للثقافة الإغريقية في الفترة الإغريقية العتيقة، واستطاع توفير غيرها من الاحتياجات الثقافية للشعب. يُضاء كشاف الشعلة الأولمبية في أطلاله في العصر الحديث.

## التاريخ
معبد هيرايون في أوليمبيا، في شمال البقعة المقدسة، ألتيس، واحد من أقدم المعابد على النظام الدوركي في اليونان، وأقدم معبد بيرابتيروس في ذلك الموقع، ولديه صف من الأعمدة على الجانبين. ربما كان موقعه محلًا لعبادة عقيدة أقدم.
أقيم المعبد نحو 590 قبل الميلاد، ربما بصفته وقفًا شيدته مدينة سكيلوس في ترايفيليا. يُقترح أن تدشين هذا المعبد كان من مدينة مجاورة بغرض تنزيه زيوس المعبود الرئيس في أوليمبيا، وأعيد تكريسه لزوجته وأخته هيرا، في وقت لاحق، ربما بعد 580 ق.م. عندما انتهت سيطرة أوليمبيا من ترايفيليا وانتقلت إلى إليس، أو في القرن الخامس قبل الميلاد عند بناء معبد زيوس الشهير. أُغلق المعبد مع اضطهاد الوثنيين أثناء حقبة الإمبراطورية الرومانية المتأخرة.

## الوصف

### التصميم
يُقدر قياس المعبد بـ30.1 إلى 18.78 متر عند مستوى سُدة المعبد أو ساحة بهو الأعمدة. كان المعبد أطول وأضيق من المعمار الشائع في ذلك العصر، ولكن الإطالة كانت سمة شائعة للمعمار الدوركي. كان للمعبد بيرابتيروس (كولانيد) مكون من 6 أعمدة إلى 16 عمودًا خشبي الأصل، لأنها كانت المادة المتوفرة آنذاك.

وصف المعبد كاتب الرحلات باوسانياس في «وصف اليونان»: 
«تظل الرغبة ملحة عليّ لوصف معبد هيرا [في أوليمبيا] والأغراض القيّمة التي يحتوي عليها. يقول إليان أن شعب سكيلوس [واحدة من مدن ترايفيليا] هم من بنوا هذا المعبد قبل قدوم أوكسيلوس لحكم إليس بثمان سنوات. صُمم المعبد على الطراز الدوركي، والركائز مستقيمة حوله. صُمم أحد عمودي الحجرة الخلفية من البلوط. يبلغ طول المعبد 169 قدمًا، والعرض 63 قدمًا، ولم يقل الارتفاع عن 50 قدمًا. لم يعرف الإغريق من كان مهندس هذا المعبد».

### الأعمدة
تشير النظرية المنتشرة حول الأعمدة أنها استُبدلت تدريجيًا بأعمدة صخرية بدلًا من الخشبية الأصلية لتعفنها، وإلى غيرها من الأحداث ذات الصناعة البشرية. ظل واحد من عمودي الحجرة الخلفية مصنوعًا من خشب البلوط في القرن الثاني الميلادي. وقع تبديل مادة الأعمدة في أزمنة متباينة بين عصري اليونان العتيقة والروماني، ونُحتت بتأثير الطرز المعاصرة على الترتيب. أصبح ذلك جليًا في تاج العمود، إذ اختلف كل تاج عن المجاور له. تفسر نظرية أخرى اختلاف الأعمدة، ولكنها لا تُرجعه إلى استبدال الأعمدة الخشبية، بل بسبب الورش العديدة التي نصبت أعمدة صخرية في نفس الوقت. ربما عبَّر كل طراز عن المدن الرئيسة أو خواص المتبرعين لأولئك البناة العاملين لديهم، فقد كانت أوليمبيا مدينة دوركية مقدسة. لا يوجد آثار لسطح المعمد فوق تلك الأعمدة، ولكن يُعتقد أنها خشبية.

### الحوائط والسقف
تحتوي الحوائط على صف من الصخور في أسفلها مع بنية فوقية مكونة من الطوب اللبن، وتلك سمة أخرى من سمات المعمار الإغريقي المبكر. صُنعت الأجزاء الأخرى من المعبد من الحجر الجيري والطوب غير المطلي وبلاط الطين. تشير الثقوب في نتوءات نهاية الجدران إلى حماية الغطاء الخشبي لشعب الأنتي. يتكون سقف المعبد من طراز لاكوني، وزُينت الأقواس بالأقراص الأكروتيرية (قواعد التماثيل) يتكون قطرها من 2.5 متر، وكل منها مصنوع من قطعة واحدة (واحدة منها معروضة في المتحف الأثري لأوليمبيا).